# John Irvin Gregg
John Irvin Gregg (* 26. Juli 1826 in Bellefonte, Centre County, Pennsylvania; † 6. April 1892 in Washington, D.C.) war ein Offizier der Unionsarmee im Sezessionskrieg.
Der Enkel des US-Senators Andrew Gregg und Cousin des Generals David McMurtrie Gregg sowie des Gouverneurs Andrew Gregg Curtin besuchte die Akademien von Centre County und Union County, bevor er von 1846 bis 1848 am Mexikanisch-Amerikanischen Krieg teilnahm. Er wurde 1848 im Rang eines Captain ausgemustert und trat in einen Betrieb seiner Familie ein.
Mit Ausbruch des Sezessionskrieges wurde Gregg zunächst Captain und Colonel der 5th Pennsylvania Reserves und dann Captain in der unter dem Kommando seines Cousins David neu formierten 6th U. S. Cavalry. Als Kommandeur einer Reiterstaffel unter General George B. McClellan nahm er an der Peninsula Campaign teil; Ende 1862 wurde er zum Kommandeur der 16th Pennsylvania Cavalry ernannt.
Ab Januar 1863 gehörte er der Kavalleriebrigade von William W. Averell in der Army of the Potomac an und nahm an der Schlacht von Kelly’s Ford teil. Im Juni des Jahres kommandierte er bei der Schlacht von Brandy Station, Aldie und Upperville und bei der Gettysburg Campaign eine Brigade der Zweiten Kavalleriedivision seines Cousins David Gregg.
1864 wurde er bei der Zweiten Schlacht von Deep Bottom verwundet und wurde zum Brevet Colonel der regulären Armee und Brevet Brigadier General der Volunteers ernannt. Für die Teilnahme an den Schlachten von Kelly’s Ford, Middleburg, Shepherdstown, Wilderness, Sulphur Springs, Samaria (St. Mary’s) Church, Deep Bottom, Stony Creek Station und Hatcher’s Run erhielt er im Jahr 1865 die Brevet-Ränge eines Major, Lieutenant Colonel, Colonel und Brigadier General der regulären Armee.
Nach dem Sezessionskrieg leitete er 1866 als Colonel der 8th U.S. Cavalry eine Reihe von Expeditionen gegen Indianer in der Mojave-Wüste. Von 1870 bis 1872 kommandierte er das Fort Union im New-Mexico-Territorium. 1872 leitete er eine Expedition zur Kartierung der Texas-Panhandle-Region. 1879 schied er aus dem Militärdienst aus.